# Polikuszka
Polikuszka (ros. Поликушка) – radziecki film niemy z 1922 roku w reżyserii Aleksandra Sanina. Film powstał na podstawie opowiadania Lwa Tołstoja. W filmie tym po raz pierwszy pokazano w sposób realistyczny postać rosyjskiego pańszczyźnianego chłopa. Iwanowi Moskwinowi udało się przedstawić bardzo sugestywnie skomplikowany charakter Polikieja.
Film ten był pierwszym filmem radzieckim na ekranach zachodniej Europy.

## Obsada
- Iwan Moskwin jako Polikiej
- Wiera Paszenna jako Akulina, żona Polikieja
- Jewgienija Rajewska jako pani
- Warwara Bułgakowa jako bratanica pani
- Siergiej Ajdarow jako subiekt
- Dmitrij Gundurow jako ogrodnik
- Siergiej Gołowin jako Dutłow
- A. Istomin jako Ilucha
- Nikołaj Znamienski jako Alocha
- Warwara Massalitinowa jako żona stolarza
- Nikołaj Kostromskoj jako karczmarz